# Daan Kool
Daan Kool (né le 12 mai 2001 à Zevenhoven) est un coureur cycliste néerlandais, spécialisé dans les épreuves de sprint sur piste. Il est notamment vice-champion d'Europe du kilomètre en 2024.

## Biographie
Daan Kool commence sa carrière sportive en tant que patineur de vitesse. Dans les catégories de jeunes, il remporte plusieurs médailles aux championnats néerlandais toutes distances au cours des saisons 2014-2015 et 2015-2016. En tant qu'entraînement au patinage, il commence le cyclisme à l'âge de treize ans et plus tard en 2017, il découvre le cyclisme sur piste au vélodrome d'Amsterdam. Alors des performances de patinage étaient décevantes au début de la saison de patinage 2018-2019, il participe fin décembre 2018 aux championnats nationaux de cyclisme sur piste à Apeldoorn et décroche le titre sur le kilomètre juniors (17/18 ans). Avec cette performance, il attire l'attention des entraineurs de la Fédération. Il rejoint l'équipe équipe junior de type 1, dont les membres sont des juniors atteints de diabète de type 1.
Au printemps 2019, Kool rejoint la sélection nationale et se concentre sur les composantes du sprint sur piste. Lors du championnat d'Europe juniors de 2019, il décroche une médaille d'argent et trois de bronze. Lors des mondiaux juniors, il est médaillé d'argent du kilomètre et médaillé de bronze de la vitesse. En 2020, il devient vice-champion d'Europe de keirin chez les espoirs (moins de 23 ans), puis l'année suivante il est sacré à domicile champion d'Europe du kilomètre espoirs.
En 2023, Kool remporte deux médailles aux championnats d'Europe espoirs, l'argent en vitesse par équipes et le bronze sur le kilomètre. À l'automne de la même année, il participe à la Ligue des champions sur piste. En janvier 2024, il est à domicile vice-champion d'Europe du kilomètre, son premier podium chez les élites.

## Palmarès

### Championnats du monde
| Édition / Épreuve                   | Kilomètre | Kerin | Vitesse individuelle | Vitesse par équipes |
| Francfort-sur-l'Oder 2019 (juniors) | Argent    | 7e    | Bronze               | 5e                  |

### Championnats d'Europe
| Édition / Épreuve          | Kilomètre | Kerin  | Vitesse individuelle | Vitesse par équipes |
| Gand 2019 (juniors)        | Argent    | Bronze | Bronze               | Bronze              |
| Fiorenzuola 2020 (espoirs) | 9e        | Argent | 10e                  | 8e                  |
| Apeldoorn 2021 (espoirs)   | Or        | 8e     |                      | 5e                  |
| Anadia 2022 (espoirs)      |           | 6e     |                      |                     |
| Anadia 2023 (espoirs)      | Bronze    |        |                      | Argent              |
| Apeldoorn 2024             | Argent    |        |                      |                     |

### Championnats nationaux
- 2018
  -  Champion des Pays-Bas du kilomètre juniors
- 2019
  - 2e de la vitesse par équipes
- 2021
  - 2e du kilomètre
  - 2e de la vitesse par équipes
- 2022
  - 2e de la vitesse par équipes
  - 3e du kilomètre
  - 3e du keirin
  - 3e de la vitesse
- 2023
  - 2e du kilomètre
  - 3e de la vitesse
- 2024
  -  Champion des Pays-Bas de vitesse par équipes